# Fiamme Oro Rugby 2015-2016

## Eccellenza 2015-16

### Stagione regolare
| Incontro                | Andata | Ritorno |
| ----------------------- | ------ | ------- |
| S.S. Lazio — Fiamme Oro | 19-17  | 10-13   |
| Fiamme Oro — Lyons      | 48-7   | 29-16   |
| Viadana — Fiamme Oro    | 14-5   | 7-18    |
| Fiamme Oro — Petrarca   | 10-26  | 16-16   |
| L’Aquila — Fiamme Oro   | 16-33  | 7-43    |
| Fiamme Oro — Mogliano   | 15-16  | 13-10   |
| Fiamme Oro — Rovigo     | 20-22  | 17-20   |
| San Donà — Fiamme Oro   | 13-6   | 27-24   |
| Fiamme Oro — Calvisano  | 13-20  | 12-21   |

#### Risultati della stagione regolare
| Posizione | G  | V | N | P  | PF  | PS  | DP  | B  | Pt |
| --------- | -- | - | - | -- | --- | --- | --- | -- | -- |
| 7ª        | 18 | 7 | 1 | 10 | 352 | 287 | +65 | 10 | 40 |

## Qualifying Competition 2015-16

### Prima fase

#### Pool A
| Incontro                | Risultato |
| ----------------------- | --------- |
| Kituro — Fiamme Oro     | 6-24      |
| Fiamme Oro — Mogliano   | 19-0      |
| Fiamme Oro — GD Direito | 17-10     |
| Timişoara — Fiamme Oro  | 35-14     |

##### Risultati della pool A
| Posizione | G | V | N | P | PF | PS | DP  | B | Pt |
| --------- | - | - | - | - | -- | -- | --- | - | -- |
| 3ª        | 4 | 3 | 0 | 1 | 74 | 51 | +23 | 0 | 12 |

## Convocazioni internazionali
- Patrick Fa'apale -  Samoa